# آنوبیس ۱۹۱۲
سیارک ۱۹۱۲ (به انگلیسی: 1912 Anubis، نامگذاری:6534P-L) هزار و نهصد و دوازدهمین سیارک کشف شده‌است که در ۲۴ سپتامبر ۱۹۶۰ کشف شد.
قدر مطلق سیارک برابر ۱۱٫۴۰ است.